# Light Up The Sky
«Light Up the Sky» (en español: "Iluminar el Cielo") es el primer sencillo del álbum de Yellowcard Paper Walls. La versión acústica en vivo salió por primera vez el 30 de marzo de 2007, en su concierto en el Trovador en West Hollywood, California. Fue entonces cuando se tocó eléctrico en espectáculos posteriores. El 15 de mayo de 2007, la versión totalmente mezclada del álbum se puso en su página de MySpace. Fue lanzado en iTunes el 5 de junio de 2007, alcanzó el puesto número 41 en el Billboard Modern Rock Tracks. La canción también alcanzó el número 32 en la lista Adult Top 40.

## En la cultura popular
"Light Up the Sky" fue utilizado para promover la segunda temporada de Héroes en agosto de 2007 y contiene canciones de referencia de la primera temporada final, algo que también se hace con The Takedown.
Fue utilizado en la secuencia de apertura de la Semana de VH1's Best Ever el 21 de septiembre de 2007, y apareció en el estreno de la quinta temporada de One Tree Hill, en enero de 2008.

## Video musical
El video, dirigido por Lisa Mann, se estrenó en Yahoo! Music el 10 de julio de 2007. Tiene un tema muy oscuro, con la banda tocando la canción en un páramo oscuro. Sin embargo, como la canción continúa, una lluvia de naranja empieza a caer e "iluminan el cielo" para los que viven en el mundo sombrío.